# 日本大学第三中学校・高等学校

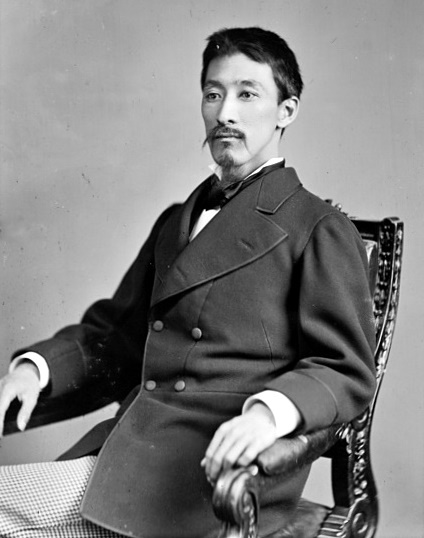
高等商業学校予備門を創設に導いた高等商業学校初代校長・矢野二郎

日本大学第三中学校・高等学校（にほんだいがくだいさんちゅうがっこう・こうとうがっこう、英称：The Third Junior & Senior High School of Nihon University）は、東京都町田市図師町にある学校法人日本大学第三学園が設置する男女共学の私立中学校・高等学校で、日本大学の特別付属校である。「日大三中・三高」、「日大三」と略称される。

## 概要
1891年（明治24年）4月に、高等商業学校への入学志望者を養成するため、同校校長矢野二郎のもとで宮松兼三郎教授によって東京市麹町区大手町1丁目1番地に高等商業学校予備門が開設された。
1893年（明治26年）4月に、中学校令に準拠して私立商工中学校が開校。本校は東京高等商業学校と東京高等工業学校進学を目する高商予備門の系譜を引く旧制中学校で、毎年40から50名、多い年は70名以上の高商進学者を輩出した。
1917年（大正6年）4月に、商工中学校発祥地の大手町界隈の環境変化にともない、東京市赤坂区中ノ町8番地の旧中ノ町小学校跡地へ移転し、私立赤坂中学校に改称するも、のちに経営危機から日本大学の付属校になり日本大学へ経営が移管された。
1929年（昭和4年）に、旧制赤坂中学校が日本大学に経営を移管し、日本大学付属赤坂中学校として開校。
1930年（昭和5年）10月に、日本大学第三中学校に改称し、学校組織を刷新して日本大学本部から鎌田彦一を総務に配して経営を再建。のちに理事長と校長に就任する鎌田は、現在の日大三中・三高の基礎を築き、開校当初より硬式野球部の強化に努めて戦前以来全国レベルの力を保持する名門野球部の構築にも貢献した。野球部は、高校野球全国大会（甲子園大会）で1971年春（第43回）、2001年夏（第83回）、2011年夏（第93回）の3回優勝と、1962年春（第34回）、1972年春（第44回）、2010年春（第82回）の3回準優勝、明治神宮野球大会で2010年に優勝、日本学生野球協会結成記念野球大会で1960年に優勝している。
1976年（昭和51年）4月に、15万平方メートルの『丘の上のキャンパス』を町田市に全面移転し、のちに中学と高校を共学化し、高等学校に特別進学クラスとスポーツクラスを設置。
創立は、旧制赤坂中学校が日本大学の付属校になる1929年10月だが、darkslateblueのスクールカラーは商工中学校並びに赤坂中学校のもので、第二応援歌は赤坂中学校の校歌で、それぞれが前身校の歴史を表している。

## 運営
- 学校法人 日本大学第三学園

## 沿革

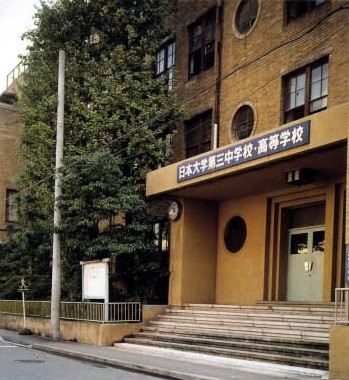
赤坂時代の校舎

- 1891年（明治24年） - 高等商業学校予備門 開設（東京都千代田区大手町）
- 1893年（明治26年） - 私立商工中学校 開校
- 1917年（大正6年）　- 私立赤坂中学校と改称（東京都港区赤坂）
- 1929年（昭和4年）　- 日本大学付属赤坂中学校 開校
- 1930年（昭和5年）　- 日本大学第三中学校と改称
- 1930年（昭和5年）　- 日本大学第三商業学校（定時制）を併設開校
- 1944年（昭和19年） - 戦時統制により商業学校を工業学校に転換（翌年商業学校に復帰）
- 1946年（昭和21年） - 日本大学より財団分離して財団法人日本第三学園を設立
- 1947年（昭和22年） - 学制改革により新制中学校に移行
- 1948年（昭和23年） - 新制高等学校を併設開校（商業学校を吸収）
- 1951年（昭和26年） - 私立学校法に基づき学校法人日本大学第三学園に改組
- 1973年（昭和48年） - 日本大学が特別付属校に指定
- 1976年（昭和51年） - 東京都町田市『丘の上のキャンパス』に全面移転
- 1987年（昭和62年） - 高校を共学化
- 1991年（平成3年）　- 中学を共学化
- 1992年（平成4年）　- 高校にスポーツクラスを設置（1996年女子生徒の入学により、共学化）
- 1997年（平成9年）　- 高校に特別進学クラスを設置（2003年理数系国公立・難関私大、医科歯科系コースに変更）

## 教育目標
公式HP 参照
- 「明・正・強」の建学の精神に徹し、質実剛健、明朗闊達、気品のある人格を養う。
- 学問を愛し、礼儀を尊び、社会と人生に対する深い理解と公正な判断力を養う。
- 自主独立の気風と志操を保ち、実行力に富む人材を養う。
- 環境の整理と美化に意を用い、清潔を重んじる気風を作り、あわせて健康な身体を養う。

## コース
- 特進クラス
- 普通クラス
- スポーツクラス

1年次より3クラス体制となっている。普通クラスは2年次から文科・理科コースに、3年次からⅠ類（日大進学希望）・Ⅱ類（他大学進学希望）に分かれる。

特進クラスは、2年次から文科・理科コースに分かれる。スポーツクラスは、スポーツ推薦で入学した野球部・柔道部・アメフト部・サッカー部の生徒のみとなっている。

## 制服
- 男子：金ボタン5個の黒学ラン（標準型学生服）、中高共通で創立以来継続中
- 女子：森英恵デザインのブレザー、白ブラウスにリボン（中学校：えんじ色、高校＝紺縦縞）

## 進路
例年、系列の日本大学には卒業生の約35～40％の生徒が進学している。
他大には、2021年度は、国公立大には東京大学、東京海洋大学、私立大には早稲田大学、慶應義塾大学、明治大学、中央大学などに合格している。

## 交通アクセス
スクールバスの運行はしていない。最寄り駅は以下の3駅で、駅から遠いため、いずれの駅からも路線バスを利用することになる。

各駅からの所要時間は時間帯にもよるが、京王相模原線・小田急多摩線・多摩都市モノレール『多摩センター駅』からは約22分、横浜線『淵野辺駅』からは約16分、小田急小田原線『町田駅（町田バスセンター）』からは約24分。なお、急行・直行は登下校時のみ運行となっている。
| 乗車停留所       | のりば | 系統             | 下車停留所       | 運行事業者 |
| ---------------- | ------ | ---------------- | ---------------- | ---------- |
| 多摩センター駅   | 11     | 多43・多44・多45 | 「日大三高」     | ■京王バス  |
| 淵野辺駅         | 北口1  | 淵25・淵67       | 「日大三高」     | ■神奈中    |
| 町田バスセンター | 15     | 町16             | 「日大三高」     | ■神奈中    |
| 町田バスセンター | 14     | 町27・町39       | 「日大三高入口」 | ■神奈中    |
| 町田バスセンター | 14     | 町31             | 「日大三高東」   | ■神奈中    |

## ギャラリー
第105回全国高等学校野球選手権大会 西東京大会 優勝（２年連続19回目 2023年7月29日）

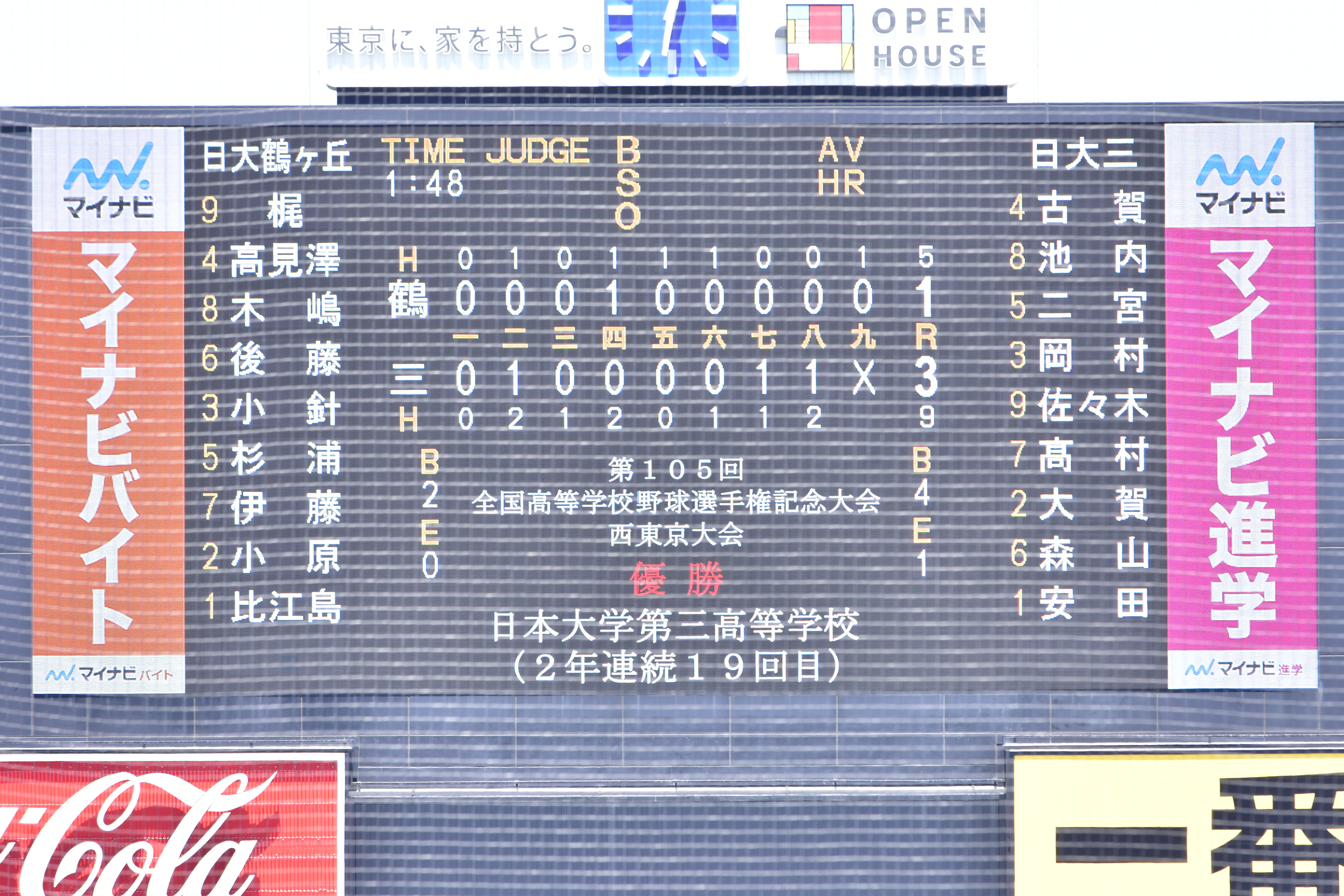
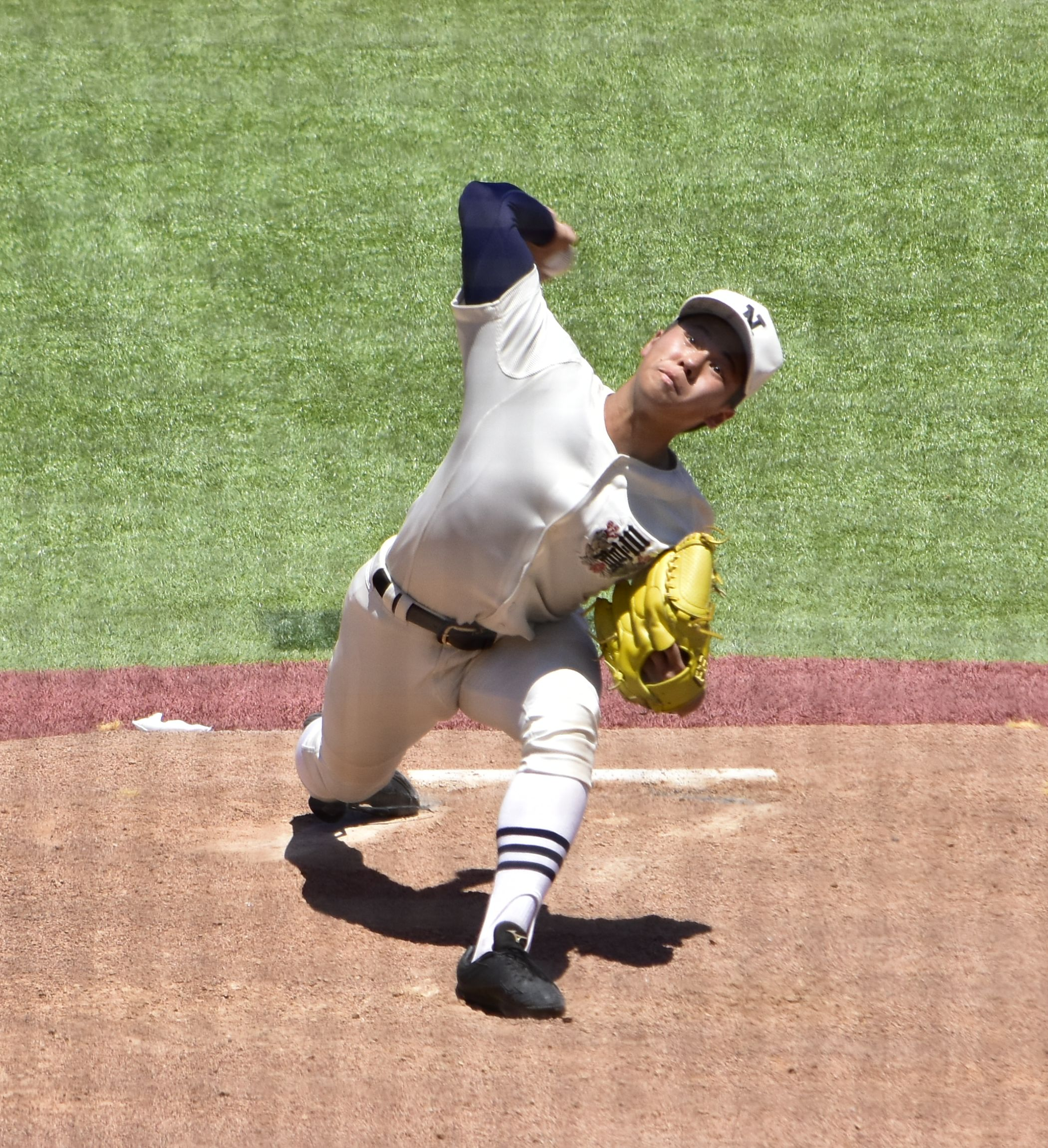
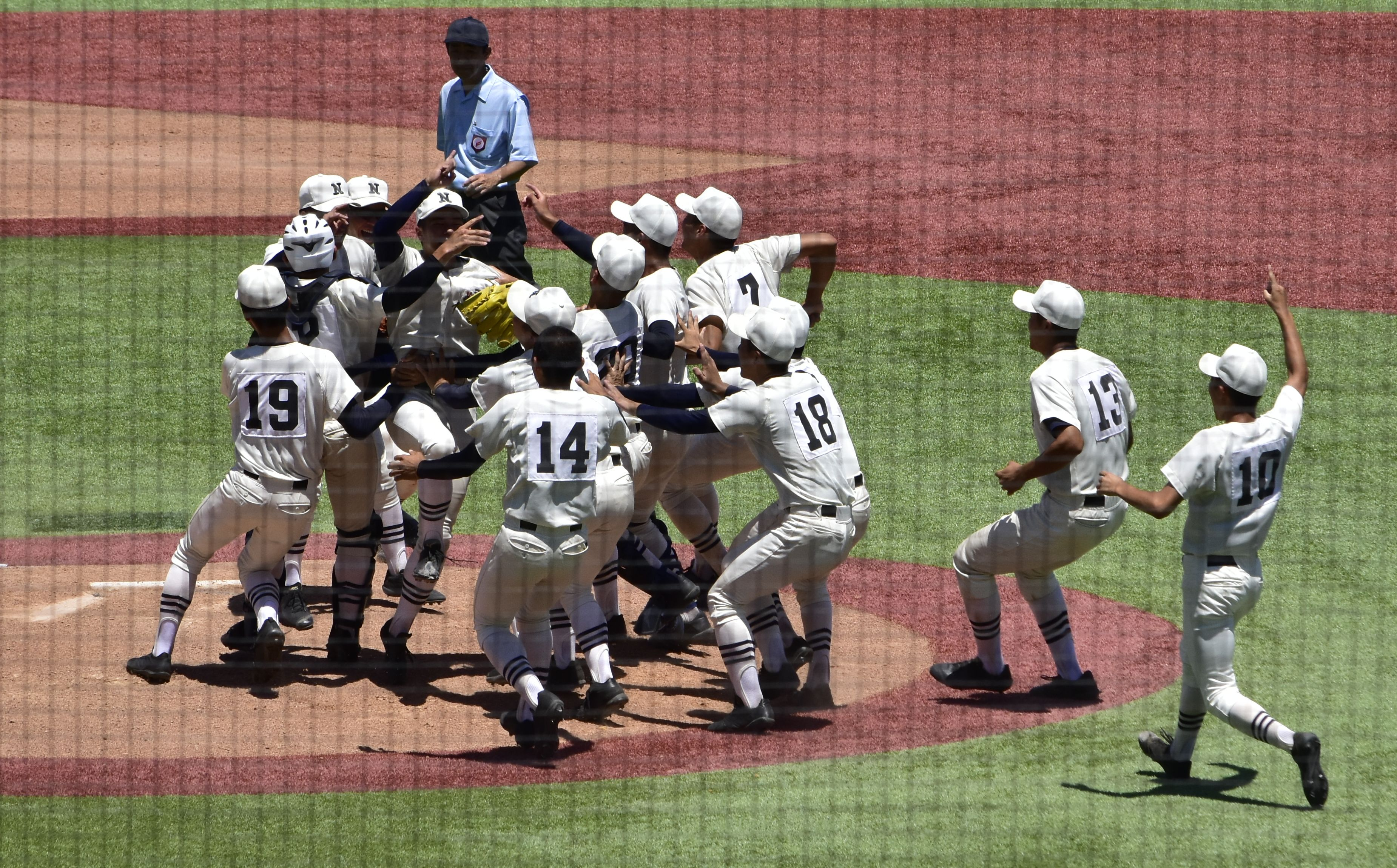
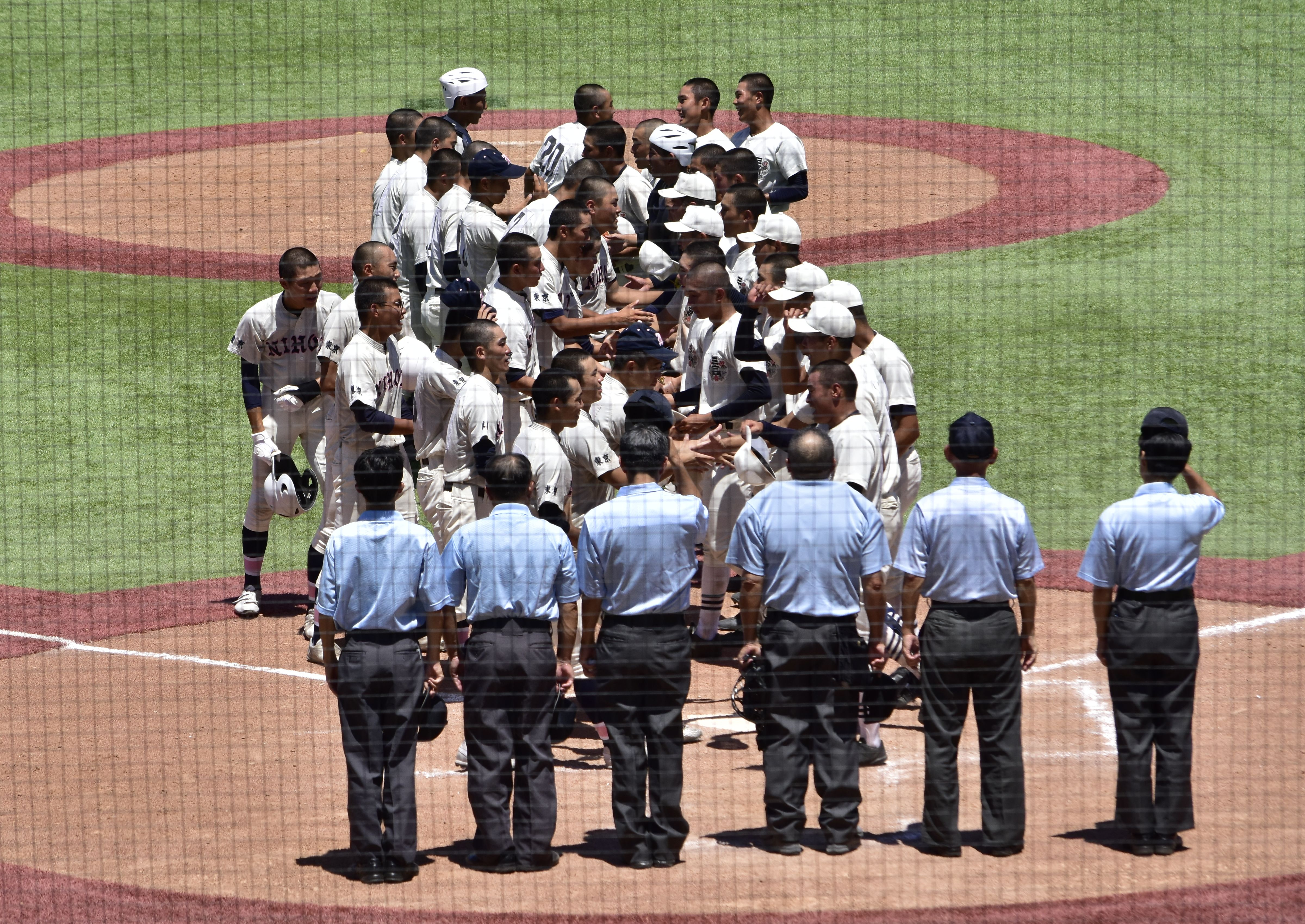
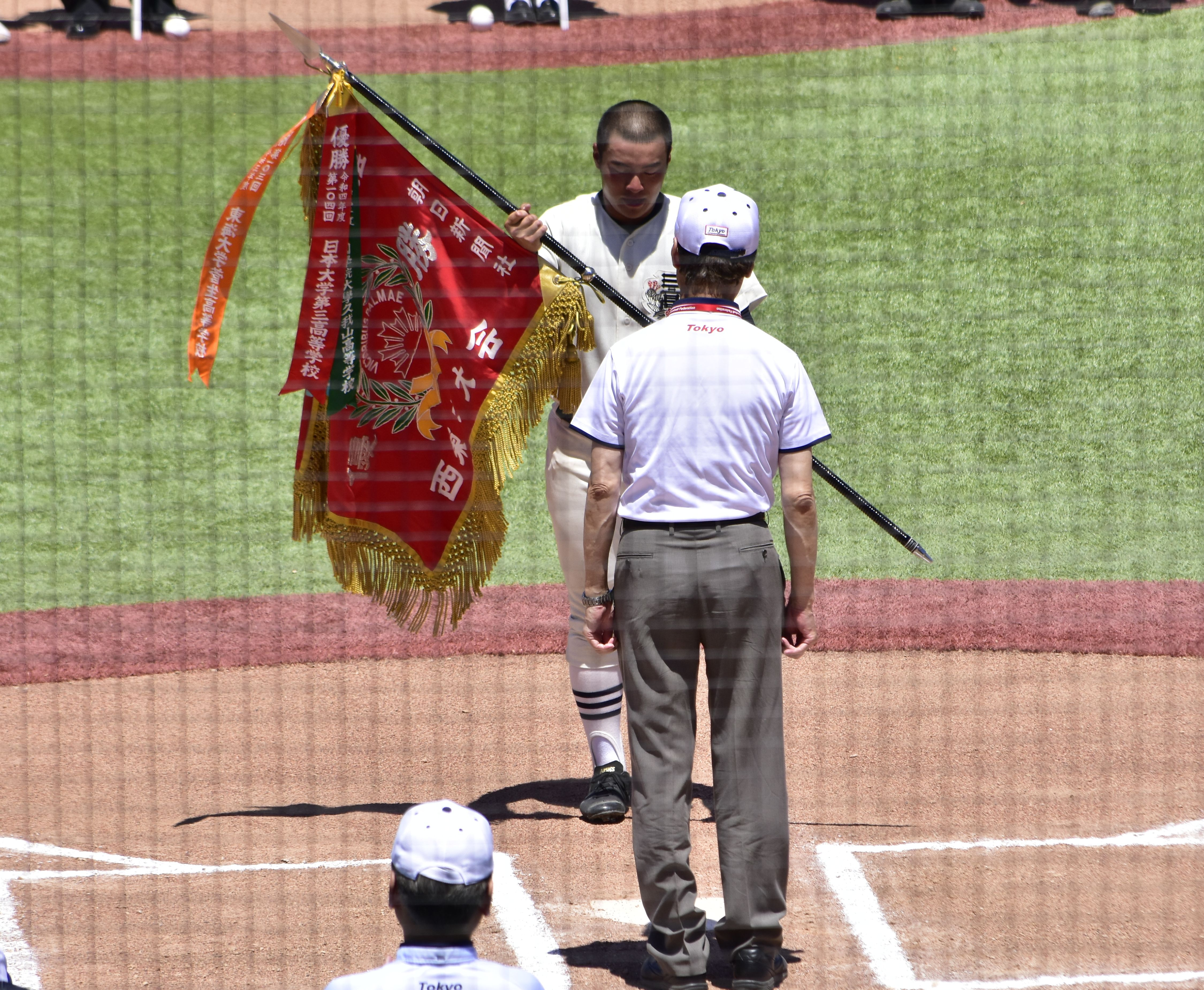
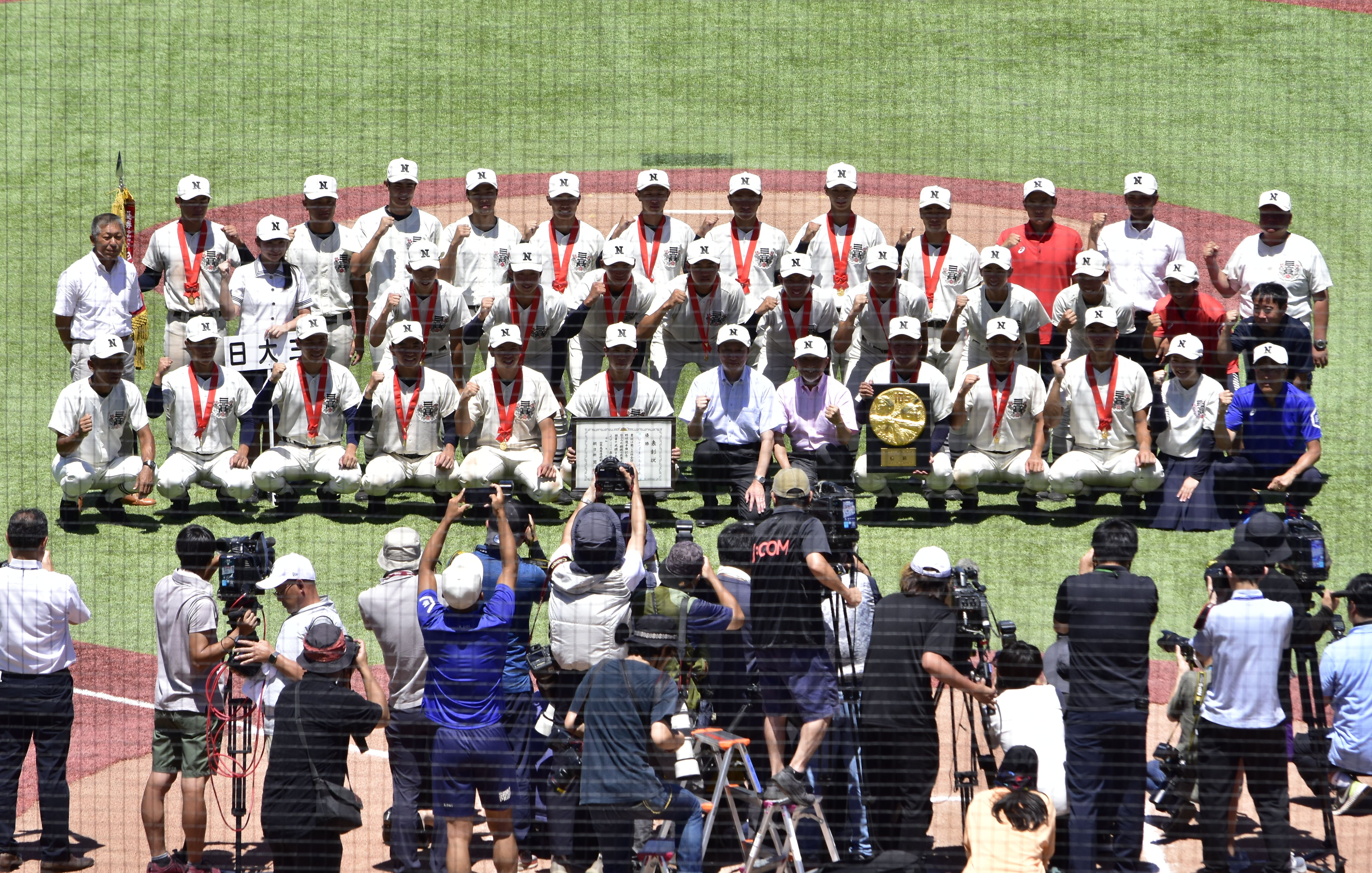

## 中学校・高校関係者一覧
- 日本大学第三中学校・高等学校の人物一覧を参照。